# Bismarckplatz (Heidelberg)
Der Bismarckplatz (ⓘ) in Heidelberg befindet sich am westlichen Ende der Hauptstraße (Altstadt) und bildet den Übergang zum Stadtteil Bergheim. Er ist einer der zentralen Plätze Heidelbergs und bildet neben dem Vorplatz des Hauptbahnhofes (Willy-Brandt-Platz) den wichtigsten Knotenpunkt des öffentlichen Stadtverkehrs.

## Geschichte

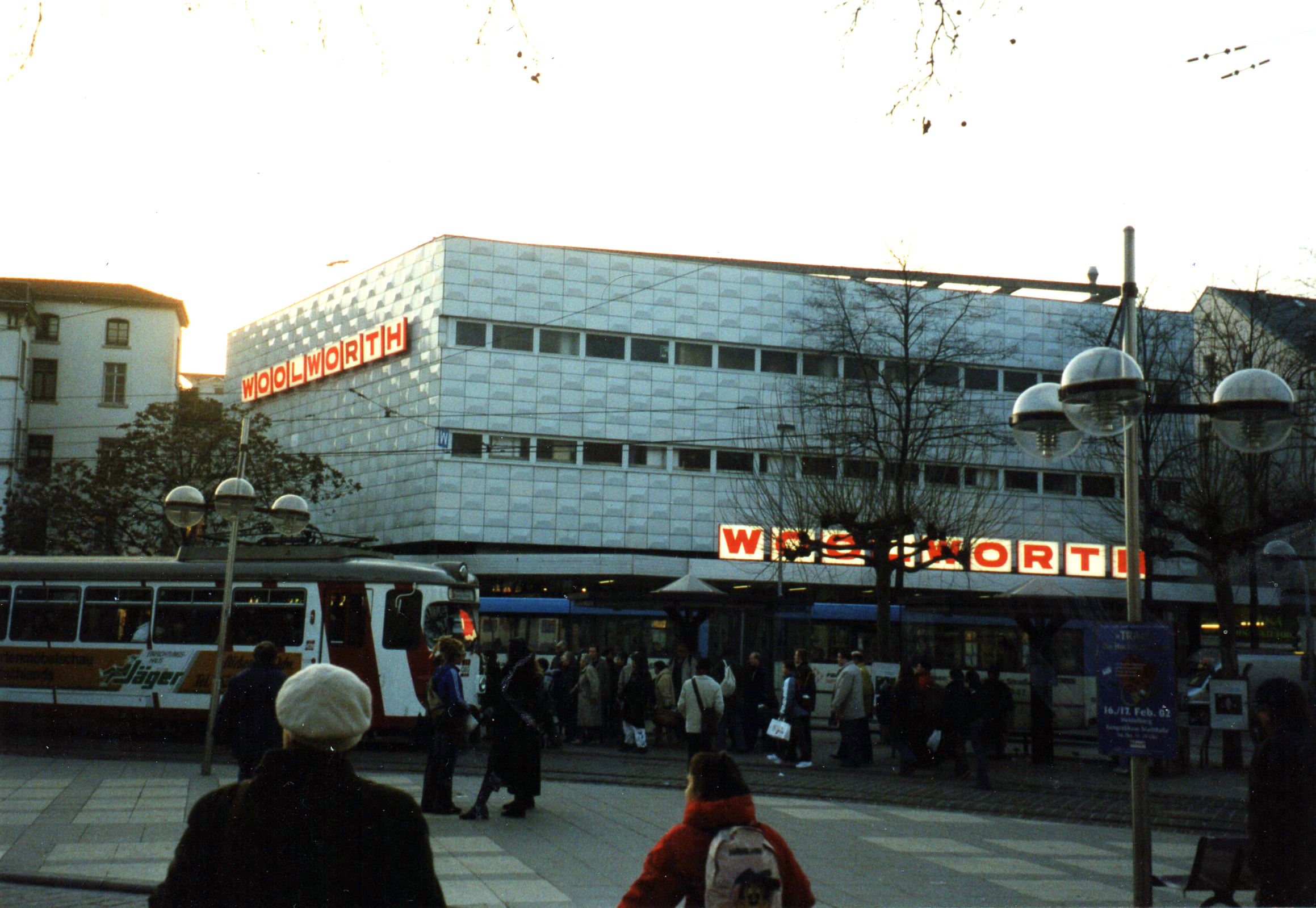
Die Straßenbahnhaltestelle und das Kaufhaus Woolworth, 2002

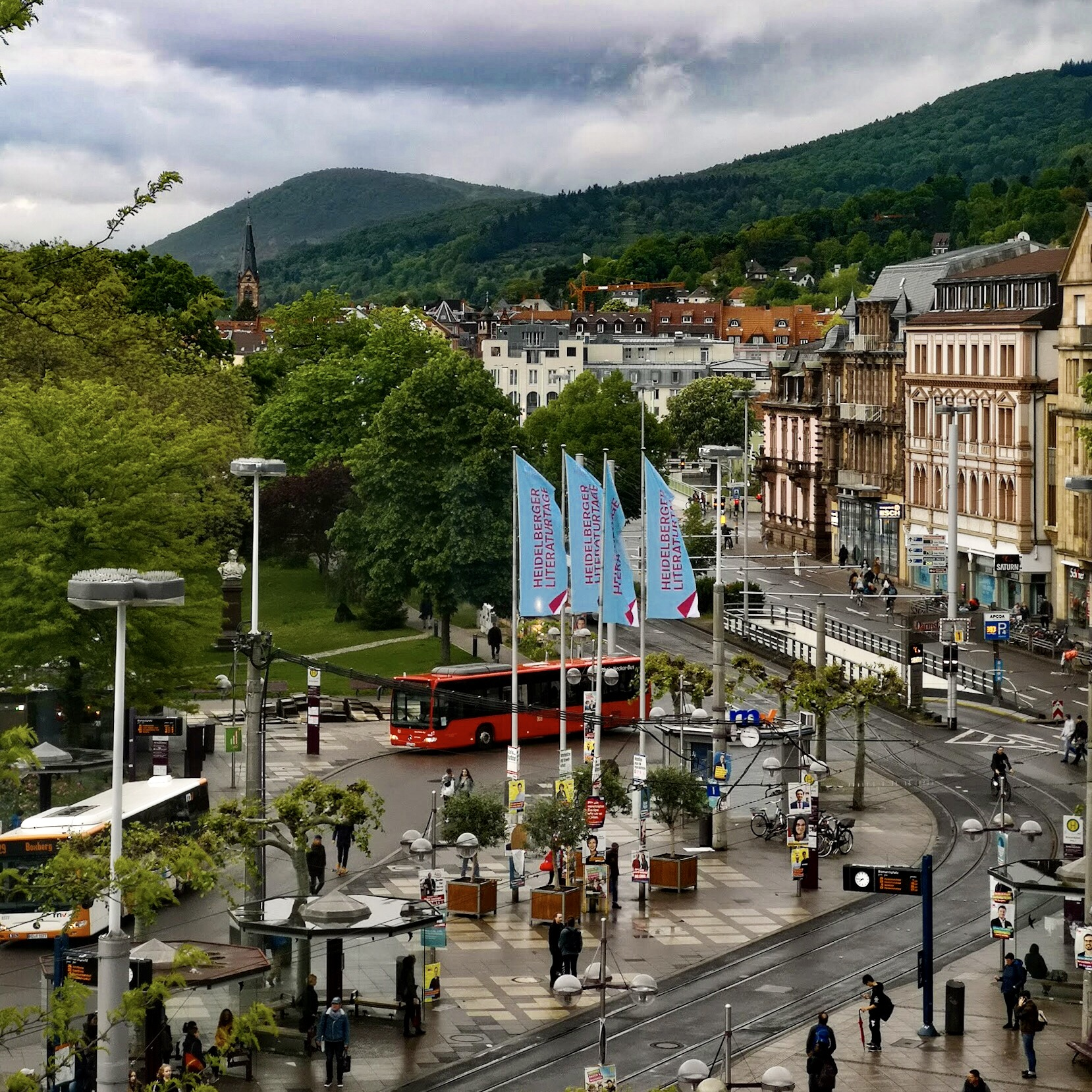
Beflaggter Bismarkplatz, Heidelberger Literaturtage 2019

Das Areal des heutigen Bismarckplatzes bildete ab 1392 die westliche Grenze der Stadtbefestigung, als die Einwohner des davorliegenden Dorfes Bergheim gezwungen wurden, in die neu errichtete Vorstadt zu ziehen. Anfang des 19. Jahrhunderts befindet sich südlich des Platzes der botanische Garten der Stadt (heutiger Stadtgarten, bis 1845 St. Anna Friedhof).
An der heutigen zentralen Grünfläche (Bismarckgarten mit Statue) befand sich von 1847 bis 1874 ein Hafenbecken, um die Anlegeplätze für den zunehmenden Schiffsverkehr zu erweitern. Die Vermietung von Liegeplätzen war seinerzeit eine wichtige Einnahmequelle für die Stadt Da jedoch ab 1845 auch der Eisenbahnverkehr auf dem Vormarsch und der Hafen selbst eine Fehlkonstruktion war – die Zufahrt zum Neckar war zu schmal bemessen, was zur Folge hatte, dass das Wasser im Hafenbecken sich nicht austauschen konnte und stark eutrophierte – wurde das Becken 1874 wieder zugeschüttet und an selber Stelle eine Parkanlage errichtet. Das gesamte Anwesen erhielt am 3. November 1875 zu Ehren des Reichskanzlers Otto von Bismarck und dessen 60. Geburtstages, den Namen Bismarckplatz. Bekanntlich weilte der Reichskanzler öfter in Heidelberg. Im Laufe der Zeit entwickelte sich der Bismarckplatz zu dem wichtigsten Verkehrsknotenpunkt innerhalb der Stadt. 

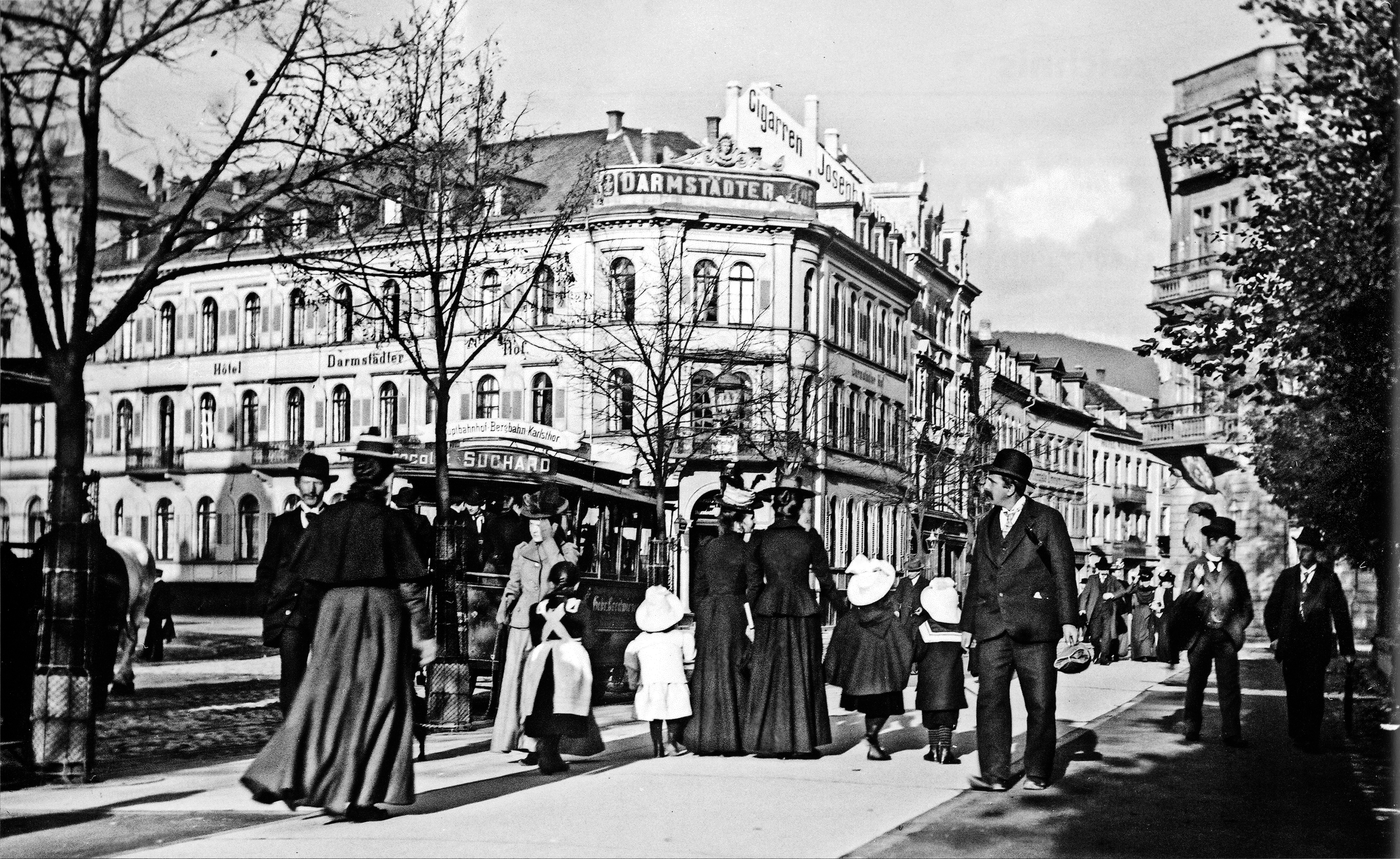
Heidelberg am Bismarckplatz (1895)
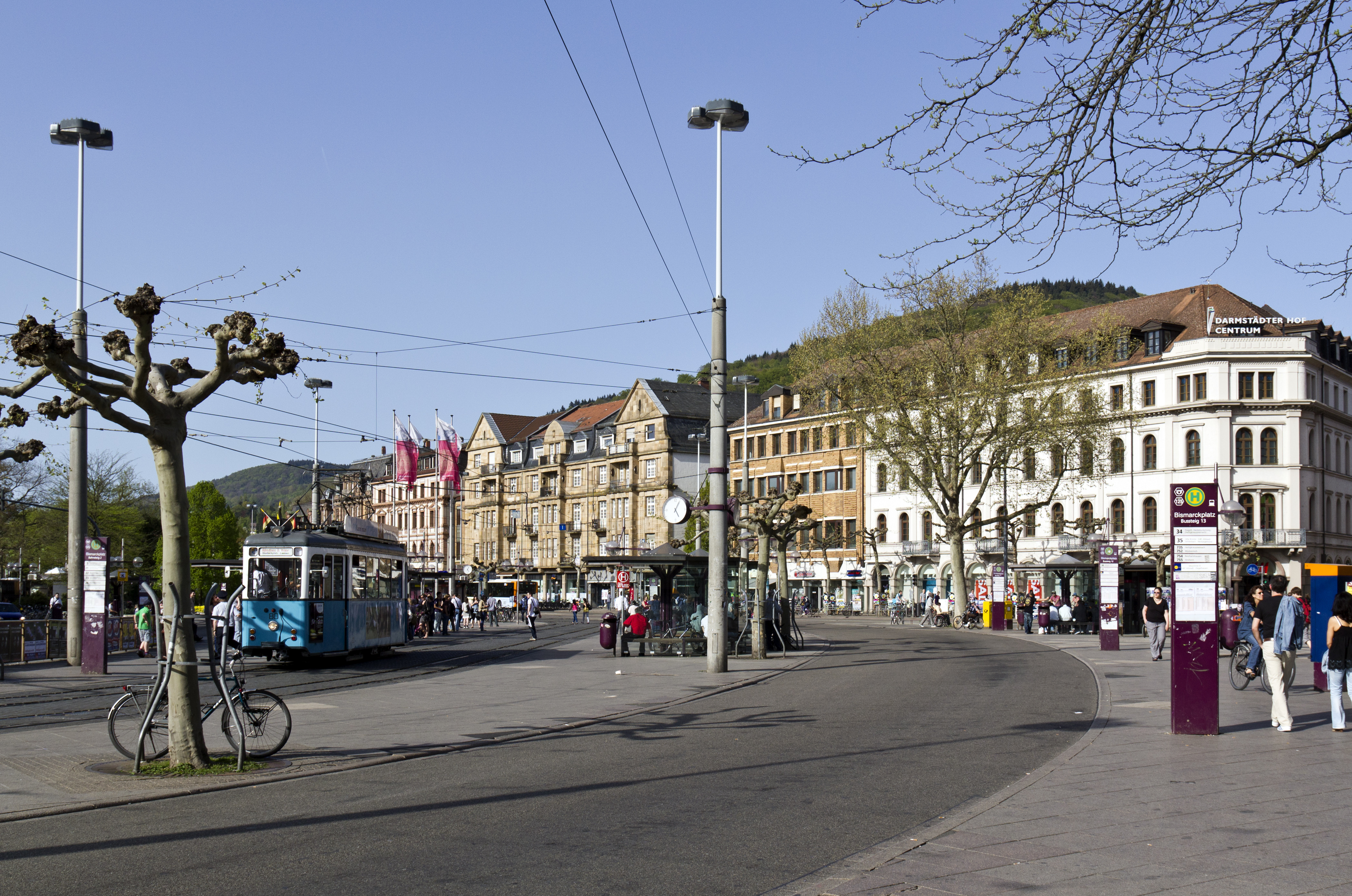
Blick auf den Bismarckplatz (Aufn. 2011)
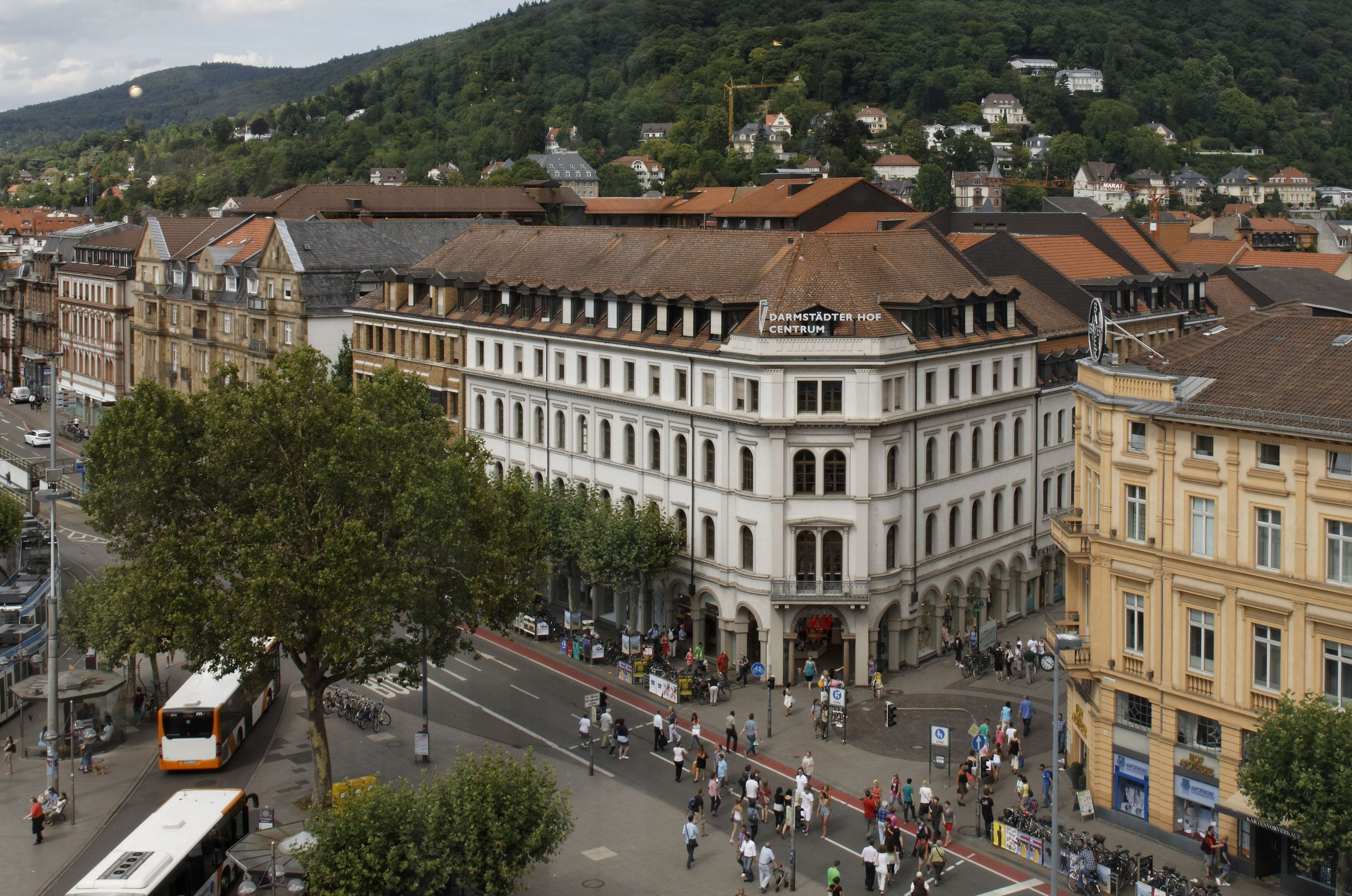
Darmstädter Hof Centrum (ehemalige Hotelanlage an der Sofienstraße/Bismarckplatz)
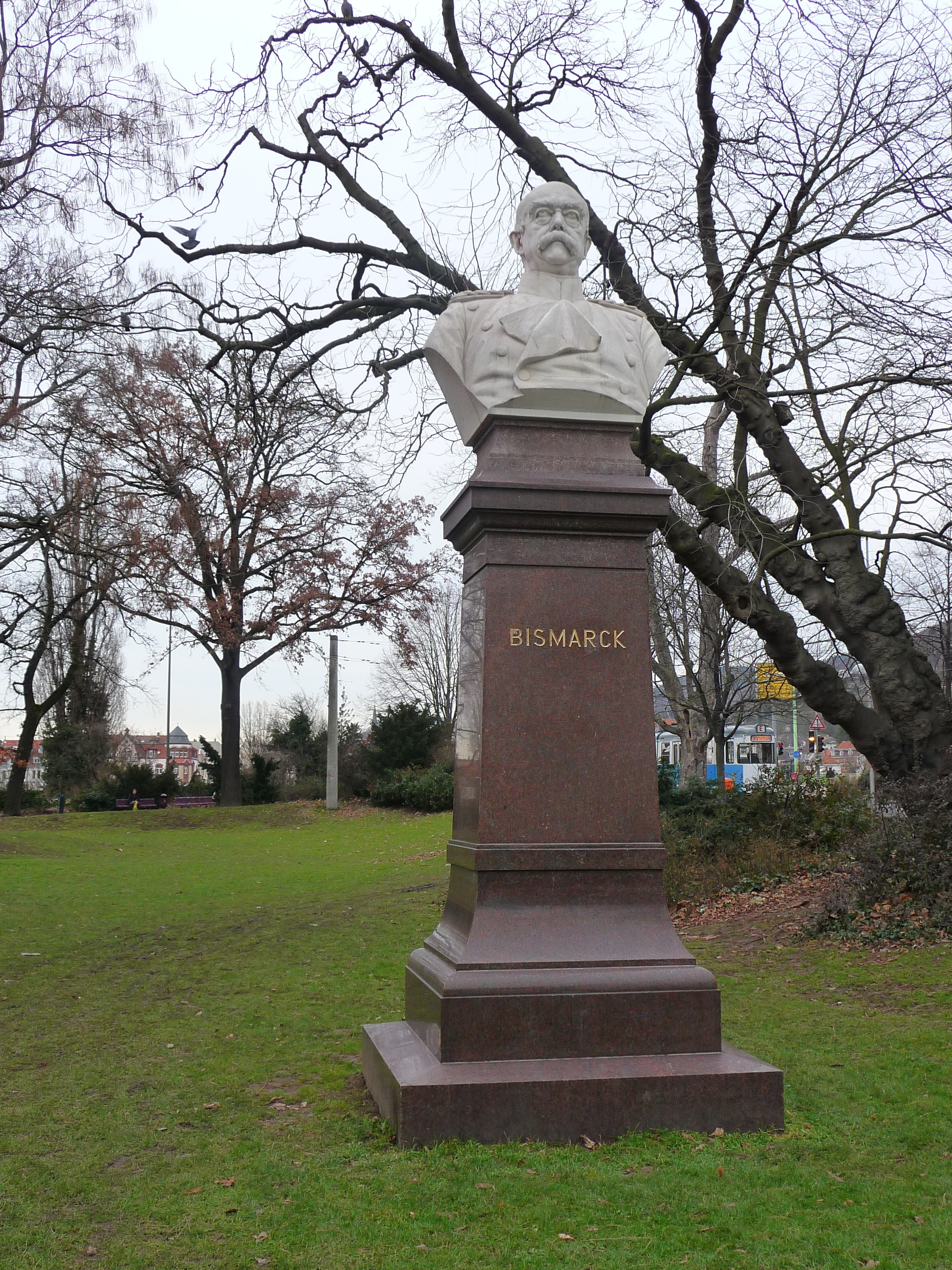
Bismarckbüste im Bismarckgarten (Erb. Adolf v. Donndorf)
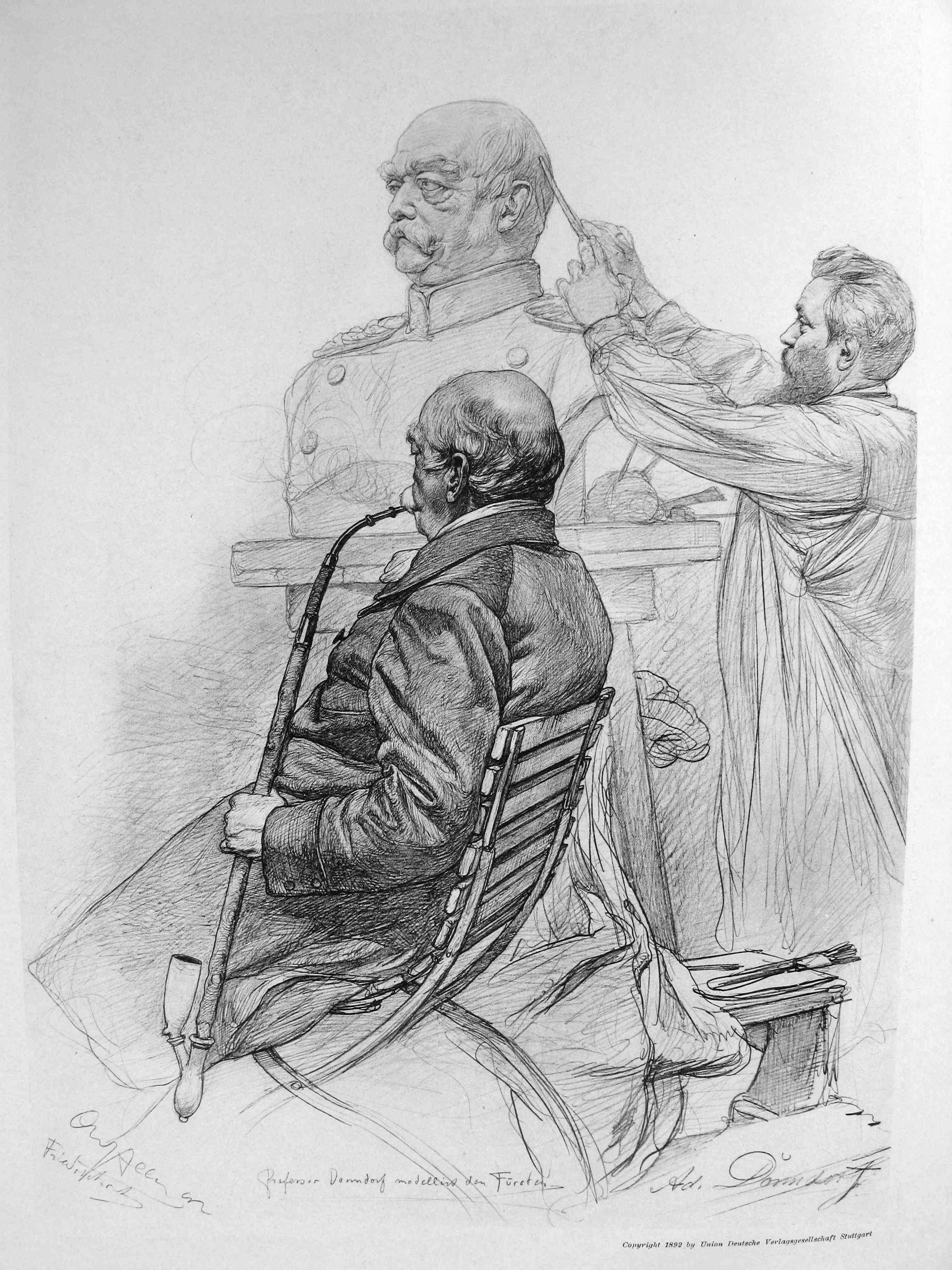
Adolf v. Donndorf modelliert Bismarck (1892)

1961 eröffnete an der Südseite des Platzes das Kaufhaus Horten (heute: Galeria Kaufhof), für deren Bau mehrere Altbauten (ehemalige Institute wie Botanisches und Zoologisches Institut) abgerissen wurden und das bis zum heutigen Tage das Areal optisch beherrscht. Das Kaufhaus wurde im Zuge der Sanierung von Galeria Karstadt Kaufhof zum 31. Januar 2024 geschlossen.

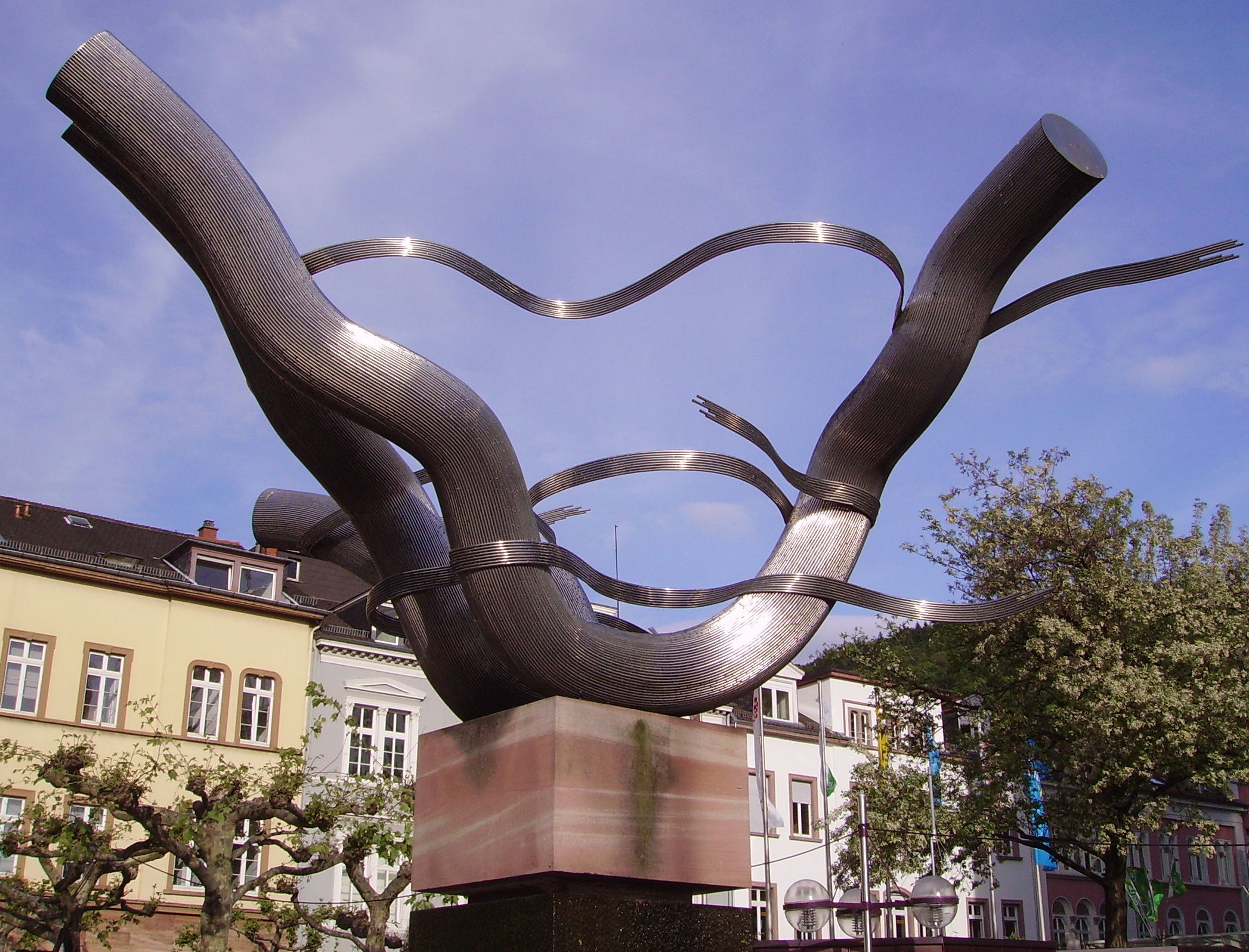
Die sogenannte „Spaghettisäule“

Ende der 1970er Jahre wurde im Rahmen des Stadtmodernisierungskonzeptes des damaligen Bürgermeisters Reinhold Zundel die Straßenbahn aus der angrenzenden Hauptstraße verbannt, wodurch die Hauptstraße, die am Bismarckplatz ihren Anfangspunkt hat, zur reinen Fußgängerzone wurde. Im Rahmen dieser Maßnahmen erhielt der Bismarckplatz sein heutiges Aussehen, das von der 1982 neugestalteten Fassade des Kaufhaus Horten und der davorstehenden Brunnenplastik des Bildhauer-Ehepaars Matschinsky-Denninghoff (1985) (im Volksmund Spaghettisäule genannt) geprägt wird. Der umgestaltete Platz wurde am 6. Juli 1986 eröffnet.

## ÖPNV am Bismarckplatz
Der Bismarckplatz Heidelberg ist heute einer der zentralen Umstiegsorte für Busse und Straßenbahnen in Heidelberg. Er liegt dafür ideal unmittelbar vor dem Stadteingang (Fußgängerzone). 
Liste des abfahrenden Personenverkehrs:
| Nr.  | Typ         | Linienverlauf                                                                                                   | Betreiber |
| ---- | ----------- | --- | --------- |
| 5    | Stadtbahn   | Weinheim - Heidelberg - Mannheim - Viernheim - Weinheim                                                         | RNV       |
| 9    | Stadtbahn   | (Heidelberg-) Mannheim - Ludwigshafen - Bad Dürkheim                                                            | RNV       |
| 22   | Straßenbahn | Bismarckplatz - Hbf-Süd - Pfaffengrund - Eppelheim                                                              | RNV       |
| 23   | Straßenbahn | Bismarckplatz - Rohrbach - Leimen                                                                               | RNV       |
| 26   | Straßenbahn | Handschuhsheim - Bismarckplatz - Hbf-Süd - Messplatz - Kirchheim                                                | RNV       |
| 29   | Stadtbus    | Bismarckplatz - Rohrbach - Boxberg - Rohrbach - Bismarckplatz                                                   | RNV       |
| 31   | Stadtbus    | Uniklinikum - Neuenheim - Bismarckplatz - Universitätsplatz                                                     | RNV       |
| 32   | Stadtbus    | Uniklinikum - Zoo - Hbf - Bismarckplatz - Universitätsplatz                                                     | RNV       |
| 33   | Stadtbus    | Emmertsgrund - Boxberg - Rohrbach - Kirchheim - Hbf - Bismarkplatz - Schlierbach - Ziegelhausen                 | RNV       |
| 34   | Stadtbus    | Pfaffengrund - Wieblingen - Hbf - Bismarckplatz - Neuenheim - Ziegelhausen - Wilhelmsfeld - Heiligkreuzsteinach | RNV/BRN   |
| 35   | Stadtbus    | Wieblingen - Bismarckplatz - Schlierbach - Neckargemünd                                                         | RNV       |
| 39   | Stadtbus    | Bismarckplatz - Speyerhof - EMBL - Königstuhl                                                                   | RNV       |
| E/J  | Schnellbus  | Neuenheim - Bismarckplatz - Ziegelhausen                                                                        | RNV       |
| F/K  | Schnellbus  | Neuenheim - Bismarckplatz - Rohrbach                                                                            | RNV       |
| M1   | Nachtbus    | Bismarckplatz - Rohrbach - Emmertsgrund                                                                         | RNV       |
| M2   | Nachtbus    | Universitätsplatz - Bismarckplatz - Wieblingen                                                                  | RNV       |
| M3   | Nachtbus    | Bismarckplatz - Bahnstadt - Rohrbach                                                                            | RNV       |
| M4   | Nachtbus    | Bismarckplatz - Schlierbach - Ziegelhausen                                                                      | RNV       |
| M5   | Nachtbus    | Neuenheimerfeld - Hbf - Bismarckplatz - Bahnhof Altstadt                                                        | BRN       |
| 735  | Regionalbus | Heidelberg - Neckargemünd - Neckarsteinach - Heiligkreuzsteinach                                                | BRN       |
| 752  | Regionalbus | Heidelberg - Neckargemünd - Dilsberg - Mückenloch                                                               | BRN       |
| 754  | Regionalbus | Heidelberg - Neckargemünd - Wiesenbach - Lobenfeld - (Waldwimmersbach/Epfenbach) - (Schönbrunn/Reichertshausen) | BRN       |
| 755  | Regionalbus | Heidelberg - Neckargemünd - Bammental - Meckesheim - Sinsheim                                                   | BRN       |
| 1004 | Ruftaxi     | Bismarckplatz - Speyerhof - EMBL                                                                                | Taxi      |
| 1007 | Ruftaxi     | Bismarckplatz - Speyerhof - Königstuhl                                                                          | Taxi      |

In unmittelbarer Nähe zum Bismarckplatz befindet sich zudem ein Taxistand.

## Diverses
Das ambivalente Verhältnis der Heidelberger zum Bismarckplatz wird in einem beliebten Zusatzreim zum bekannten Studentenlied „Ich hab’ mein Herz in Heidelberg verloren“ deutlich, in dem es in Bezugnahme auf die omnipräsenten Tauben heißt:
Dreggische Glatz, dreggische Glatz,

Die kriggt man uff em Bismarckplatz
(Eine dreckige Glatze, dreckige Glatze,

die bekommt man auf dem Bismarckplatze)